# Litocheira bispinosa
Litocheira bispinosa is een krabbensoort uit de familie van de Litocheiridae. De wetenschappelijke naam van de soort is voor het eerst geldig gepubliceerd in 1856 door Kinahan.